# (4100) Sumiko
(4100) Sumiko (1988 BF) – planetoida z pasa głównego asteroid okrążająca Słońce w ciągu 5,22 lat w średniej odległości 3,01 j.a. Została odkryta 16 stycznia 1988 roku przez Tsutomu Hioki i Nobuhiro Kawasato w Okutama. Nazwa planetoidy pochodzi od Sumiko Hioki, żony jednego z odkrywców.